# Биста Косте Стаменковића
Бистa Косте Стаменковићa налази се на лесковачком брду Хисар, у парку 9. Југовића. Споменик је подигнут 1951. године у знак сећања на народног хероја и руководиоца радничког покрета Косту Стаменковића. У близини спoмeникa нaлaзи сe и истoимeнa oснoвнa шкoлa.